# Lidia Martini
Lidia Martini (Torre di Mosto, 2 giugno 1921 – Padova, 20 settembre 2011) è stata una partigiana italiana.

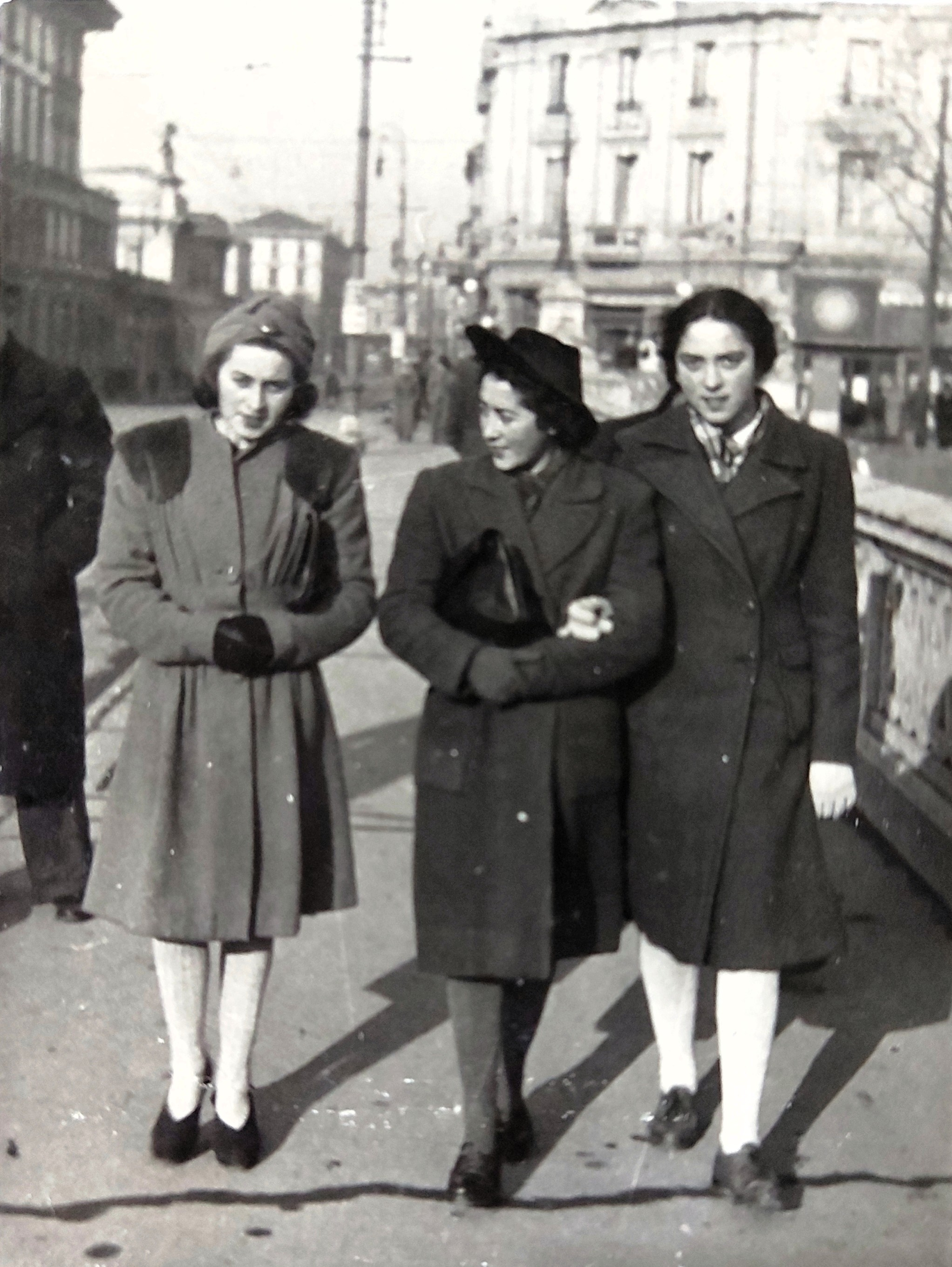
Foto delle sorelle Lidia, Teresa e Liliana Martini, scattata a Padova, ponte di Corso del Popolo, nel 1942

Insieme alle sorelle Teresa, Carla Liliana e Renata, partecipò attivamente alla rete che faceva riferimento a Padre Placido Cortese e ad Armando Romani per il salvataggio, attraverso Milano e la Svizzera neutrale, di ebrei, prigionieri alleati fuggiti dai campi di prigionia, militari italiani che rifiutarono di servire la Repubblica Sociale Italiana, conducendo in salvo centinaia di persone. I National Archives di Londra conservano una documentazione molto importante di queste vicende e della “catena di salvezza”, come fu definita da Carla Liliana Martini nel suo libro.

## Biografia

La famiglia Martini, foto del 1930. Teresa, 11 anni, alla sinistra vestita di bianco, Lidia, 9 anni, al centro, sempre vestita di bianco, Liliana, 4 anni, in braccio al papà.

Nata a Torre di Mosto, in Provincia di Venezia, frequentò il liceo scientifico a Rovigo; quindi, si trasferì con la propria numerosa famiglia (padre, madre e 12 figli) a Padova, in una grande casa in via Galileo Galilei, nel centro storico della città. 

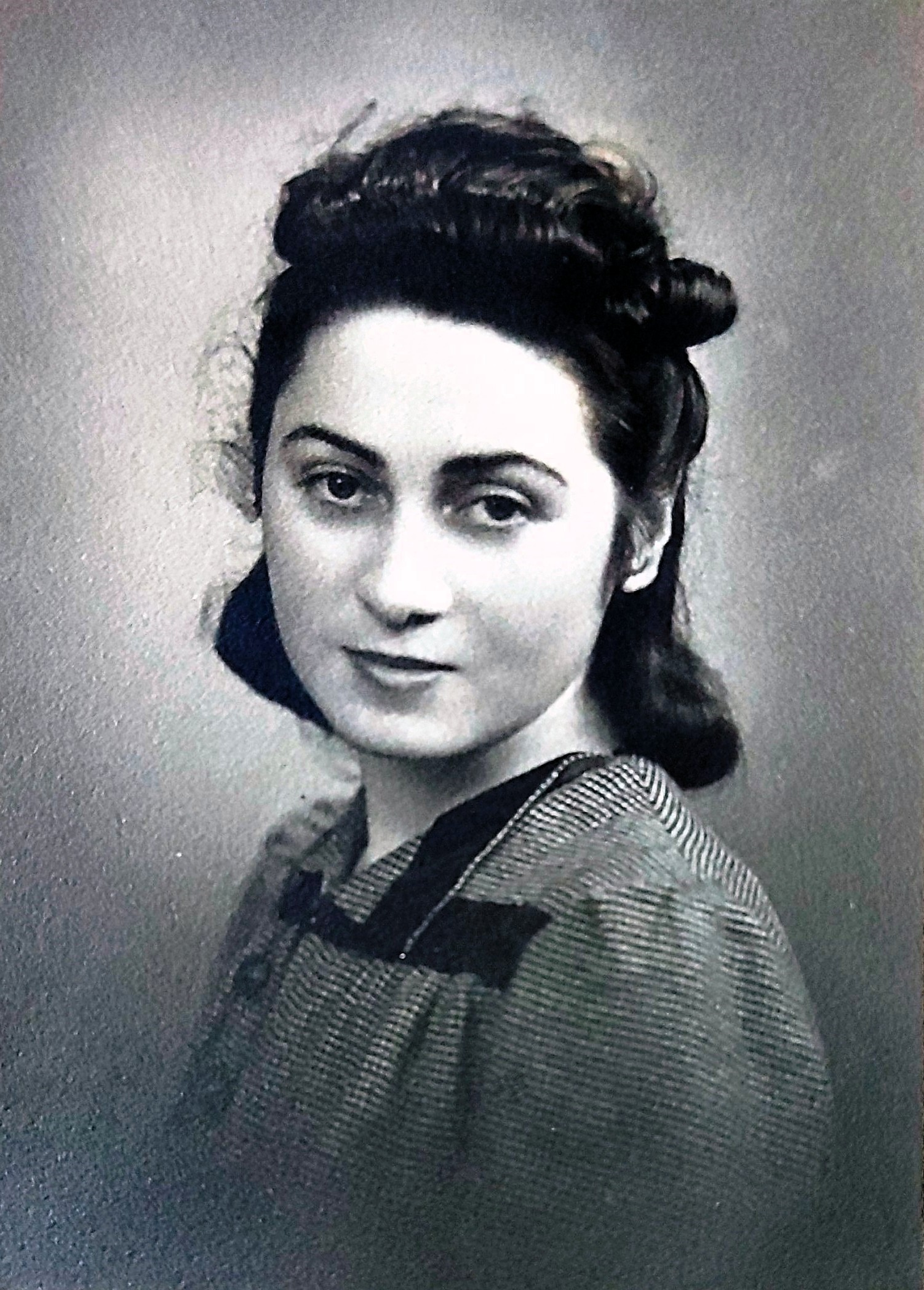
Lidia Martini ventenne, studentessa dell'Università di Padova. 1941

Durante gli studi universitari alla facoltà di Scienze Naturali entrò in contatto con Padre Placido Cortese, frate francescano conventuale e Direttore della rivista il "Messaggero di Sant’Antonio". A favorire tale incontro fu l’ufficiale dell'aeronautica Armando Romani, messo in contatto con Lidia da un altro ufficiale, Vittorio Duse, che si era rivolto a lei per delle lezioni di botanica.
Padre Cortese, di origine istriana, dopo l’Invasione della Jugoslavia del 6 aprile 1941 si prodigò per l’assistenza a molti prigionieri di guerra provenienti da tale Paese, detenuti presso il campo di prigionia di Chiesanuova, alle porte di Padova.
Dopo l'Armistizio dell'8 settembre 1943 e l'occupazione tedesca, a Padova e nei suoi dintorni si trovavano molti prigionieri di guerra Alleati, oltre che militari italiani renitenti alla leva, sbandati e bisognosi di assistenza, in costante pericolo di essere rastrellati dagli occupanti tedeschi o dalle autorità della RSI. 
Padre Cortese era in contatto con il Comitato di Liberazione Nazionale di Milano, in particolare con Ezio Franceschini, latinista, che costituì la rete "FRAMA" unitamente a Concetto Marchesi, futuro Rettore dell’Università degli Studi di Padova. 
L’associazione aveva come base la Basilica Pontificia di Sant'Antonio, dotata di extraterritorialità. Qui Lidia Martini usava un linguaggio in codice per rivolgersi a Padre Cortese nel confessionale (es. “scope” per intendere persone da trarre in salvo), mentre le foto degli ex-voto lasciate dai pellegrini erano utilizzate per fabbricare documenti falsi, anche col supporto di personale della Prefettura compiacente.
La rete organizzò, a partire dal dicembre del 1943, molti viaggi in treno per condurre in Svizzera ex prigionieri di guerra dei Paesi Alleati, ebrei e altre persone perseguitate dal nazifascismo. Le sorelle Martini parteciparono a molti di tali viaggi, dovendo affrontare continui pericoli per portare in salvo le persone da loro accompagnate.
Dopo l’arresto di Liliana e Teresa, avvenuto il 14 marzo 1944, Lidia, che era sfuggita alla retata in quanto si trovava di ritorno da uno di questi viaggi, si rifugiò per alcuni mesi in Brianza; quindi ritornò a Padova e venne a sua volta arrestata il 17 gennaio 1945.
Fu condotta in carcere a Venezia, quindi in cella di isolamento a Verona e infine al Campo di concentramento di Bolzano (Gries). Qui le fu proposto o di pulire gli uffici dei tedeschi, dato che parlava la lingua, o di lavare la biancheria dei prigionieri del campo con la soda caustica, e decise per la seconda opzione, anche per evitare il rischio di dire qualcosa di compromettente. Di quel periodo raccontò che “La carica di ribellione era in me più forte della paura”. Rimase a Bolzano fino alla liberazione del 3 maggio 1945, tornando a Padova dopo un lungo viaggio attraverso la Svizzera.

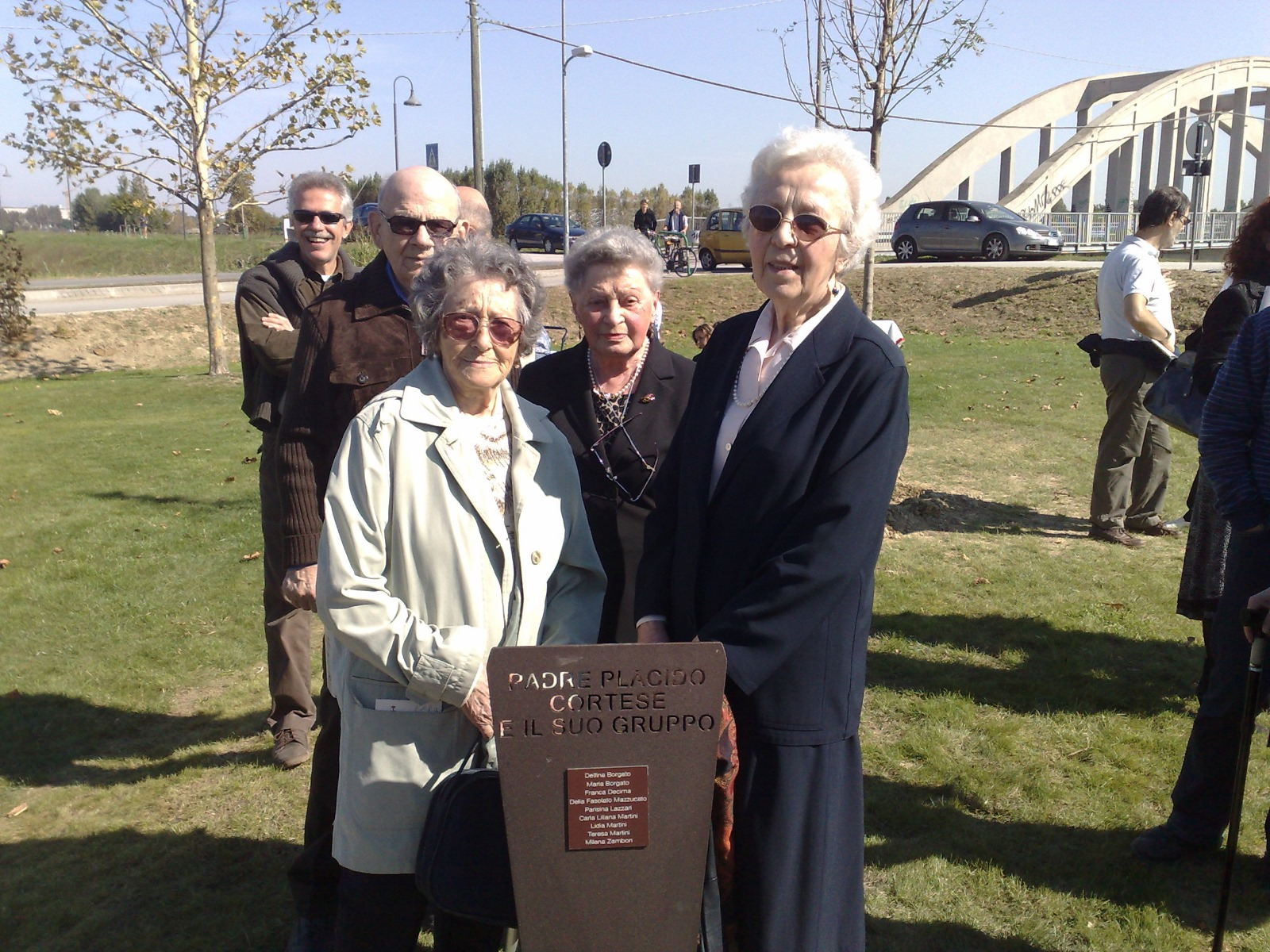
Lidia, Liliana e Teresa Martini all'inaugurazione del Giardino dei Giusti di Padova, 5 ottobre 2008.

A Lidia fu riconosciuta la qualifica di “partigiana combattente” nella Brigata Pierobon.

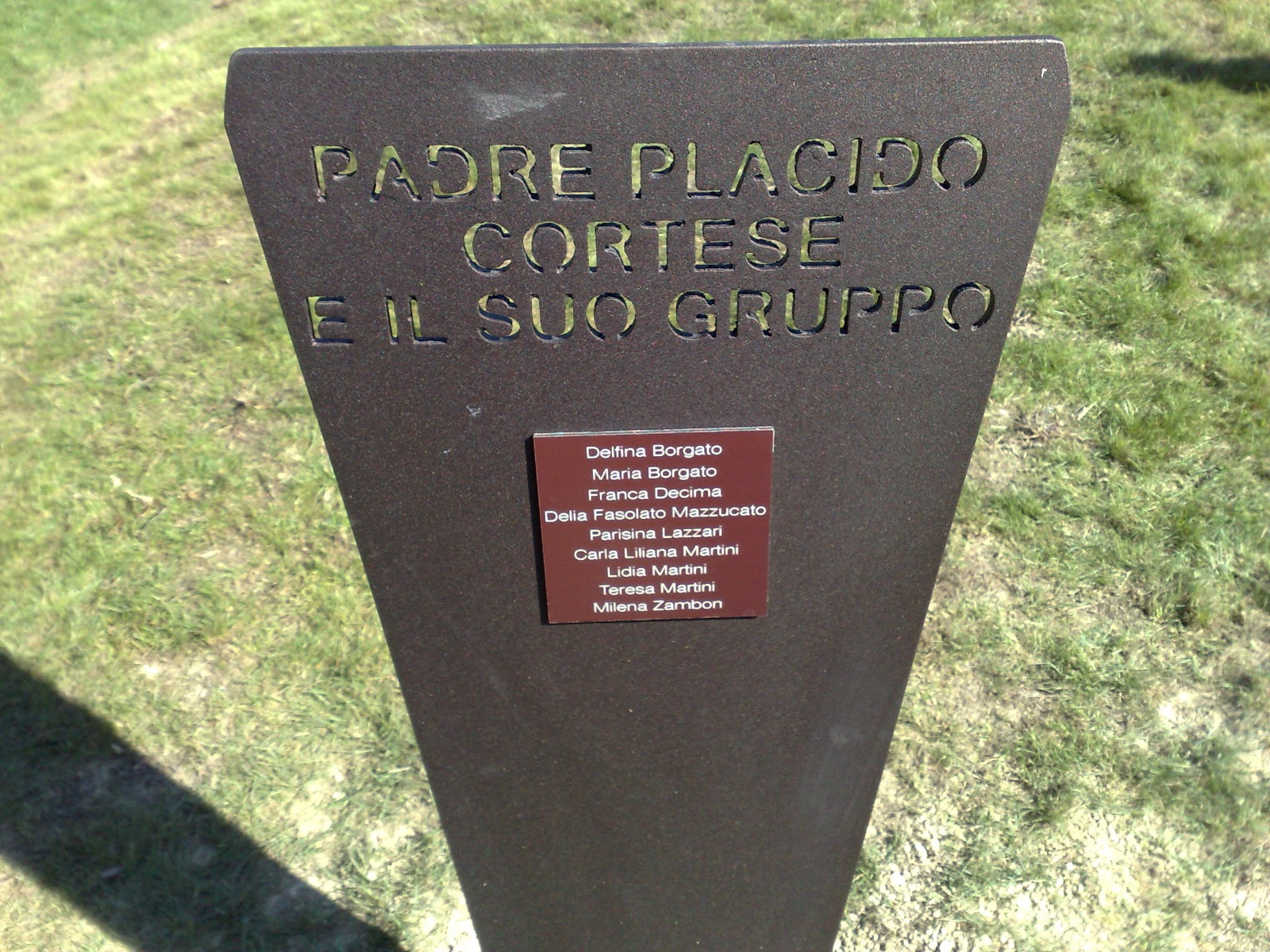
Targa dedicata a Padre Placido Cortese e alle componenti della Catena di Salvezza, tra cui le sorelle Martini

Si sposò nel 1951 ed ebbe quattro figli, dedicandosi poi all’insegnamento delle scienze e della geografia in vari istituti scolastici superiori di Padova.
A partire dai primi anni 2000, decise di fornire diverse testimonianze delle vicende personali e delle proprie sorelle, oltre che del compianto Padre Cortese, torturato a morte dai nazisti nel 1944. Queste testimonianze erano rivolte soprattutto agli studenti delle scuole, nella speranza di perpetuare il ricordo di tali vicende presso le giovani generazioni.
Il 5 ottobre 2008 è stato inaugurato nella città di Padova un "Giardino dei Giusti del Mondo", all’interno del quale una Targa ricorda "Padre Placido Cortese e il suo Gruppo", tra cui le sorelle Martini.
Morì a Padova il 20 settembre 2011.